# Hillegersberg-Schiebroek
Hillegersberg-Schiebroek is een gebied in het noorden van de gemeente Rotterdam. Het telde op 1 januari 2023 44.690 inwoners.
Tot de annexatie door Rotterdam op 1 augustus 1941 waren Hillegersberg en Schiebroek zelfstandige gemeenten. In 1947 werden in Rotterdam de eerste gekozen wijkraden ingesteld, in 1948 kreeg Hillegersberg-Schiebroek de eerste wijkraad. Naast de niet-politieke wijkraad bestond een wijkopbouworgaan dat welzijnstaken uitvoerde. De wijkraad van Hillegersberg-Schiebroek werd in 1983 omgezet in een deelgemeenteraad die in 2014 werd omgevormd tot 'gebiedscommissie' van het stadsdeel.

## Buurten
- Schiebroek: een moderne woonwijk, gelegen in de gelijknamige polder, ooit opgezet als tuinstad, de grootste buurt van het gebied.
- Hillegersberg-Zuid: beter bekend als het Kleiwegkwartier met veel woningen uit de jaren 1920-1930.
- Hillegersberg-Noord bestaande uit Oud-Hillegersberg, de oudste woonkern van het gebied en 110-Morgen, vernoemd naar de polder waarin deze buurt in de jaren 1950 buurt gebouwd is.
- Terbregge: een oudere kern aan weerszijden van de Rotte (Terbregge dankt zijn naam aan de brug over de Rotte) en een nieuw gedeelte dat in 2005 gereed kwam: Nieuw Terbregge.
- Molenlaankwartier: bestaat vooral uit naoorlogse eengezinswoningen.

## Bestuur
In 2014 werd de deelgemeente Hillegersberg-Schiebroek opgeheven en vervangen door een 'gebiedscommissie gebied', waar vanaf 7 april 2014 een gebiedscommissie de inwoners van het gebied vertegenwoordigt. De democratisch gekozen commissieleden fungeren voor het Rotterdamse stadsbestuur als ogen en oren in het gebied.

### Zetelverdeling in deelraad resp. gebiedscommissie
| Partij                             | Deelraad | Deelraad | Commissie | Commissie |
| Partij                             | 2006     | 2010     | 2014      | 2018      |
| ---------------------------------- | -------- | -------- | --------- | --------- |
| D66                                | -        | 2        | 3         | 2         |
| VVD                                | 4        | 4        | 2         | 2         |
| LR                                 | 5        | 4        | 2         | 2         |
| Bewoners! Hillegersberg-Schiebroek | -        | -        | 2         | 3         |
| PvdA                               | 5        | 4        | 1         | 1         |
| SP                                 | -        | -        | 1         | -         |
| GroenLinks                         | 2        | 2        | 1         | 2         |
| CDA                                | 2        | 2        | 1         | 1         |
| OPLW                               | 1        | 1        | -         | -         |
| Totaal                             | 19       | 19       | 13        | 13        |

De onderstreepte getallen vormen de hieruit onderhandelde bestuursmeerderheid.

## Openbaar vervoer
Hillegersberg wordt bediend door tramlijnen 4 en 6 en Schiebroek door tramlijn 8. Het gebied wordt ook bediend door buslijnen 33, 35 en 174 van de RET, evenals lijnen B10 en B17 van de Rotterdamse BOB-bus. Verder wordt Schiebroek bediend door metrolijn E en ligt station Rotterdam Noord op de grens met Rotterdam Noord.
Binnen Hillegersberg-Schiebroek verzorgt de Stichting Wijkvervoer Hillegersberg-Schiebroek vervoer voor ouderen en andere mensen die geen gebruik kunnen maken van eigen of openbaar vervoer. Dit gebeurt onder de naam de Belbus.